# Джеймс Дікенс
Джеймс Дікенс (англ. James Dickens), більш відомий як Джазза Дікенс (англ. "Jazza" Dickens; 12 квітня 1991) — британський професійний боксер, «тимчасовий» чемпіон світу за версією WBA в другій напівлегкій вазі (2025), чемпіон світу за версією IBO (2022—2023) в напівлегкій вазі.

## Професіональна кар'єра
Дебютував на профірингу 2011 року. 14 серпня 2013 року в бою за вакантний титул чемпіона Великої Британії BBBofC British в другій легшій вазі програв нокаутом Кіду Галахеду.
6 березня 2015 року в бою за вакантний титул чемпіона Великої Британії в другій легшій вазі переміг Джоша Вейла.
16 липня 2016 року в бою проти чемпіона WBA (Super) в другій легшій вазі кубинця Гільєрмо Рігондо припинив боротьбу після другого раунду, після того як було виявлено, що сильний удар лівою рукою Рігондо переламав щелепу Дікенса.
В настурному поєдинку 13 травня 2017 року втратив титул чемпіона Великої Британії в другій легшій вазі, програвши Томасу Патрік Ворду.
7 серпня 2021 року в бою за вакантний титул чемпіона світу за версією IBF в напівлегкій вазі вдруге програв Кіду Галахеду.
2 липня 2025 року зустрівся в бою з «тимчасовим» чемпіоном світу за версією WBA в другій напівлегкій вазі Альбертом Батиргазієвим і, зумівши в четвертому раунді надіслати суперника в нокдаун і продовживши атакувальні дії, змусив капітулювати фаворита поєдинку.